# Дрозд, Антон Донатович
Дрозд, Антон Донатович — советский астроном, седьмой директор Пулковской обсерватории.

## Биография
Родился в мае 1892 года в семье белорусских крестьян в поселке Козяны Дисненского уезда Виленской губернии.
В 1914 году поступил на физико-математический факультет Петроградского университета по специальности «Астрономия», который окончил в 1917 году. Параллельно с учебой в университете работал помощником библиотекаря в Библиотеке Академии наук в период с 1915 по 1917 год.
После получения высшего образования поступил в университетскую аспирантуру и параллельно принят на должность сверхштатного астронома в Пулковскую обсерваторию (ГАО). В 1920 году вступил в ВКП(б). В 1921 г. был уволен из обсерватории по решению Совета астрономов.
В 1930 году некий профессор Дрозд А. Д. числится заведующим физмат-факультетом ЛГУ.
В конце 1930 года после истечения срока пребывания на посту директора Пулковской обсерватории А. А. Иванова поступило распоряжение о назначении А. Д. Дрозда на пост директора. Это был первый случай в истории Пулковской обсерватории, когда выдвижение директора происходило не от Совета астрономов ГАО, а от правительственного органа — НарКомПроса РСФСР. Вследствие чего А. Д. Дрозд получил прозвище «красного директора». В 1933 году был неожиданно отозван с поста директора Пулковской обсерватории.
В 1933—1936 годах научный сотрудник матмеха ЛГУ.
Впоследствии обвинён по статье «Антисоветская агитация и пропаганда» и арестован. О дальнейшей судьбе ничего не известно.

Ранним летом 1964 г. А. Д. Дрозд появился однажды в Пулкове. Он никому не представлялся официально и встречался только с С. В. Романской, потом я узнал от неё, что А. Д. Дрозд был судим за какие-то «троцкистские прегрешения» и находился в ссылке долгие годы.— А. Н. Дадаев

## Воспоминания современников
А. Н. Дадаев в статье, посвящённой 100-летию Козырева, писал:

«С прибытием „красного директора“ в Пулкове началась буквально „ломка“ организационных начал. Научные отделы заменялись „секторами“ в довольно большом количестве, создавались новые подразделения, как, например, Сектор обороны или Методологический сектор (заведование которым принял на себя А. Д. Дрозд), формировались новые темы исследований, имеющие малое отношение к астрономии. Должности младших и старших астрономов стали называться „специалисты“ второго и первого разрядов. Зарплата ученых специалистов по-прежнему оставалась низкой, хотя ученым в большем, чем прежде, объеме поручались темы, имеющие государственное и престижное значение.»